# Stiftsbibliothek Xanten
Die Stiftsbibliothek Xanten ist eine Bibliothek in kirchlicher Trägerschaft mit wertvollem Altbestand und gilt als „bedeutendste Bibliothek des linken Niederrheins“.
Sie umfasst heute rund 20.000 Werke in 9.000 Bänden, darunter 150 Handschriften und 450 Inkunabeln. Kern der Büchersammlung ist die eigentliche Stiftsbibliothek, die Bibliothek des im 8. Jahrhundert gegründeten Chorherrenstifts St. Viktor in Xanten. Der Hauptbestand gelangte jedoch erst mit der Säkularisation im Jahr 1802 in die Bibliothek.

## Geschichte
Die Anfänge der Stiftsbibliothek des Chorherrenstifts St. Viktor reichen bis ins 8. Jahrhundert und gehen auf die Begründung des Xantener Stifts durch Kanoniker zurück. Das älteste erhaltene Werk des Archivs stammt aus dieser Zeit, es befindet sich heute jedoch nicht mehr im Besitz der Stiftsbibliothek, sondern wird in Brüssel verwahrt. Dabei handelt es sich um eine Handschrift aus der Palastschule Karls des Großen vom Beginn des 9. Jahrhunderts.
Nachdem durch den Brand der Xantener Kirche im Jahr 1109 Teile der bisherigen Sammlung zerstört worden waren, ist zu Beginn des 12. Jahrhunderts eine „liberaria“ als Bibliothek belegbar, welche 1366/1367 durch ein „studiorum“ als Studienraum erweitert wurde. Zu diesem Zeitpunkt umfassten die Bestände der Stiftsbibliothek bereits knapp 250 auf Pergament geschriebene Bände aus den Gebieten der Theologie, Philologie, Medizin und der Sieben freien Künste. Der Wert dieser Sammlung lässt sich anhand von Rechnungen über die Anschaffung von Ketten im Jahr 1392 erahnen. Mit diesen wurden die Werke an Pulten und Regalen befestigt um Diebstähle zu verhindern. 1547/1548 wurde für die Stiftsbibliothek ein Renaissanceraum als einer der zuletzt fertiggestellten Teile der Stiftskirche St. Viktor über dem Kreuzgang geschaffen. Im Folgenden wurde die Bibliothek durch die privaten Bestände verstorbener Kanoniker, die im Kapitel der Stiftskirche lebten, ergänzt und erweitert.

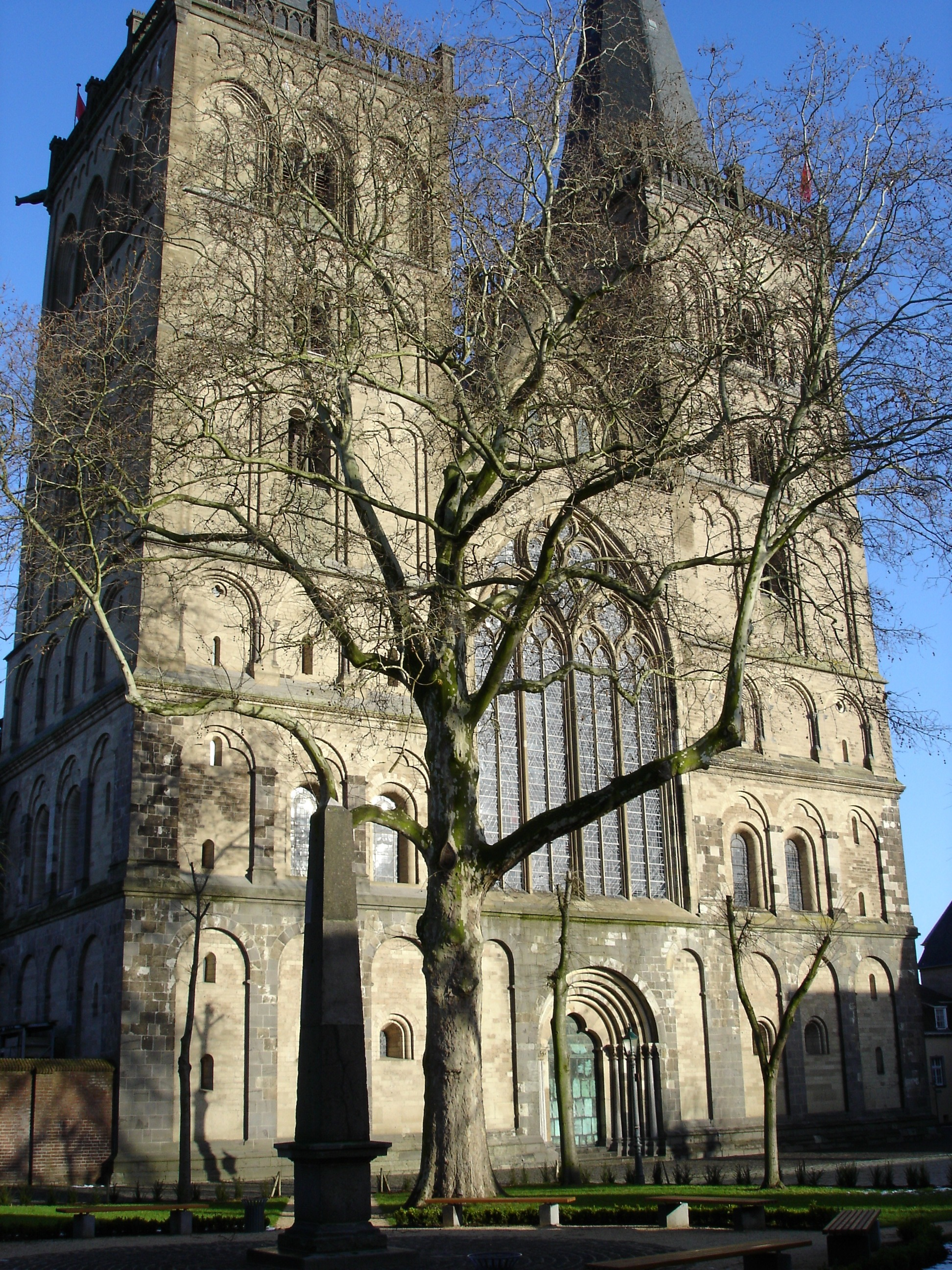
Stiftskirche St. Viktor, mit dem „Obelisk de Pauw“

Als der Kirchenstift unter napoléonischer Herrschaft am 4. Juli 1802 offiziell säkularisiert wurde, gelangten die Bestände der umliegenden Klosterbibliotheken in den Besitz der Stiftsbibliothek (Agnetenkloster, Brigittenkloster, Kloster Fürstenberg, Kloster Hagenbusch, Kartause Xanten, Jesuitenkloster und Kapuzinerkloster). Nach dem Willen Napoléons sollte daraufhin der gesamte Bestand nach Köln verbracht werden, verblieb aber letztlich nach der Abdankung Napoléons in Xanten. Einige Handschriften wurden jedoch durch den Philologen Abbe Maugerard ausgewählt und nach Paris gebracht, weitere Werke gelangten nach Berlin, Bonn, Köln und Münster (Westfalen). Zu diesem Zeitpunkt war Cornelis de Pauw Stiftsherr und verfasste unter anderem Schriften aus dem Bereich der Kulturphilosophie. Er war einer der wenigen ausländischen Ehrenbürger Frankreichs und nach seinem Tod wurde auf Anweisung Napoléons ein Obelisk auf dem Domplatz errichtet. Weitere in der Stiftsbibliothek tätige Autoren waren die Kanoniker Arnold Heymerick und Stephanus Winandus Pighius.
1876–1878 wurden die Bestände der Bibliothek in 19 Sachgruppen kategorisiert, darunter 13 aus dem Gebiet der Theologie.
Im Zweiten Weltkrieg wurde die Stiftsbibliothek wie auch der Domschatz im Hinblick auf die bevorstehenden Angriffe auf Xanten ausgelagert, wodurch weitere Werke nach Köln und Münster, aber auch an andere Orte, gelangten. 
In den 1970er Jahren wurden die Bestände der Bibliothek schließlich erfasst und katalogisiert und im Folgenden mit der Restaurierung der Werke und der bereits knapp 450 Jahre alten Räumlichkeiten begonnen, welche durch niederländische Spezialisten im Auftrag des Fördervereins durchgeführt wird.

## Bibliotheksbestand
Der heutige Bestand von rund 20.000 Werken, darunter 450 Inkunabeln und 150 Handschriften, gliedert sich in 9.000 Bände welche sich vornehmlich mit Themen der Theologie, Philologie und Medizin beschäftigen. Es existieren jedoch auch Werke über Botanik, Soziologie und andere Themengebiete sowie Erzählungen, beispielsweise eine mittelalterliche Ausgabe des Till Eulenspiegel.
Als häufigster Verlagsort ist Köln zu nennen, viele weitere Schriften stammen aus Paris, Brüssel, Frankfurt am Main und Straßburg. Die meistverwendeten Sprachen sind Latein, Deutsch und Niederländisch, Teile des Archivs wurden allerdings auch in anderen Sprachen verfasst. Eine Besonderheit der Stiftsbibliothek stellen die vielen weitgehend erhaltenen Einbände dar.
Zu den bedeutendsten Werken in der Bibliothek zählen:
- Eine handschriftliche Ausgabe der Bibel vom Beginn des 12. Jahrhunderts und 133 weitere Ausgaben
- Der einzig erhaltene Teil des „Dialogus super libertate ecclesiastica“ von Heinrich Urdemann aus den Jahren 1482/1483
- Die „Schedelsche Weltchronik“ von Hartmann Schedel mit ihren 1.809 teils von Albrecht Dürer gefertigten Holzschnitten aus dem Jahr 1493, welche 1994 durch die Stiftsbibliothek zurückerworben werden konnte
- „De imitatione Christi“ von Thomas von Kempen aus dem Jahr 1501
- „Cautio criminalis“ von Friedrich Spee von Langenfeld aus dem Jahr 1632